# Карлівський історико-краєзнавчий музей
Карлівський історико-краєзнавчий музей — музей у місті Карлівці Полтавської області.

## Історія
Витоки Карлівського історико-краєзнавчого музею йдуть з 1967 року. Краєзнавці міста і сіл району зібрали матеріали й експонати для відтворення історії Карлівщини. Тоді цю роботу, а потім і сам музей, очолив учитель міської школи № 1 Левченко Федір Якович.
Розмістився музей у великій кімнаті районного Будинку культури, мав до 1 тисячі експонатів і так працював понад 10 років, а з 1980 не стало приміщення. Відтворено музей і відновив експозиці заслужений агроном України Баклицький П. П. Музей було відкрито для відвідувачів у двох маленьких кімнатах. Після цього музей чотири рази поспіль підтверджував звання «народний».
У 2001 році експонати музею розмістилися у чотирнадцяти залах окремого історичного приміщення. Їх кількість збільшилася до шести тисяч.

## Фонди та експозиції музею
Експозиція музею розміщена у фоє та дев'яти експозиційних та виставковій залах, де відвідувачі мають змогу знайомитись і вивчати історію Карлівщини. Відвідувачі можуть ознайомитися з постійно діючою виставкою писанок Заслуженого Майстра народної творчості України Ніколаєвського І. О.